# Ljustjärnen, Jämtland
Ljustjärnen är en sjö i Åre kommun i Jämtland och ingår i Indalsälvens huvudavrinningsområde. Sjöns area är 0,014 kvadratkilometer och den befinner sig 650 meter över havet.